# Sainte-Sève
Sainte-Sève es una comuna francesa situada en el departamento de Finisterre, en la región de Bretaña.

## Demografía
| 347 | 318 | 525 | 745 | 842 | 787 | 1044 |
| Para los censos de 1962 a 1999 la población legal corresponde a la población sin duplicidades (Fuente: INSEE [Consultar]) |     |     |     |     |     |      |